# Oosterpoort (Hoorn)
De Oosterpoort is de enig overgebleven stadspoort van de Noord-Hollandse stad Hoorn. De poort staat aan de rand van de binnenstad, aan de Draafsingel. Onder de poort loopt de Oosterpoortbrug door, om voetgangers en fietsers toegang tot de stad te verlenen.

## Geschiedenis

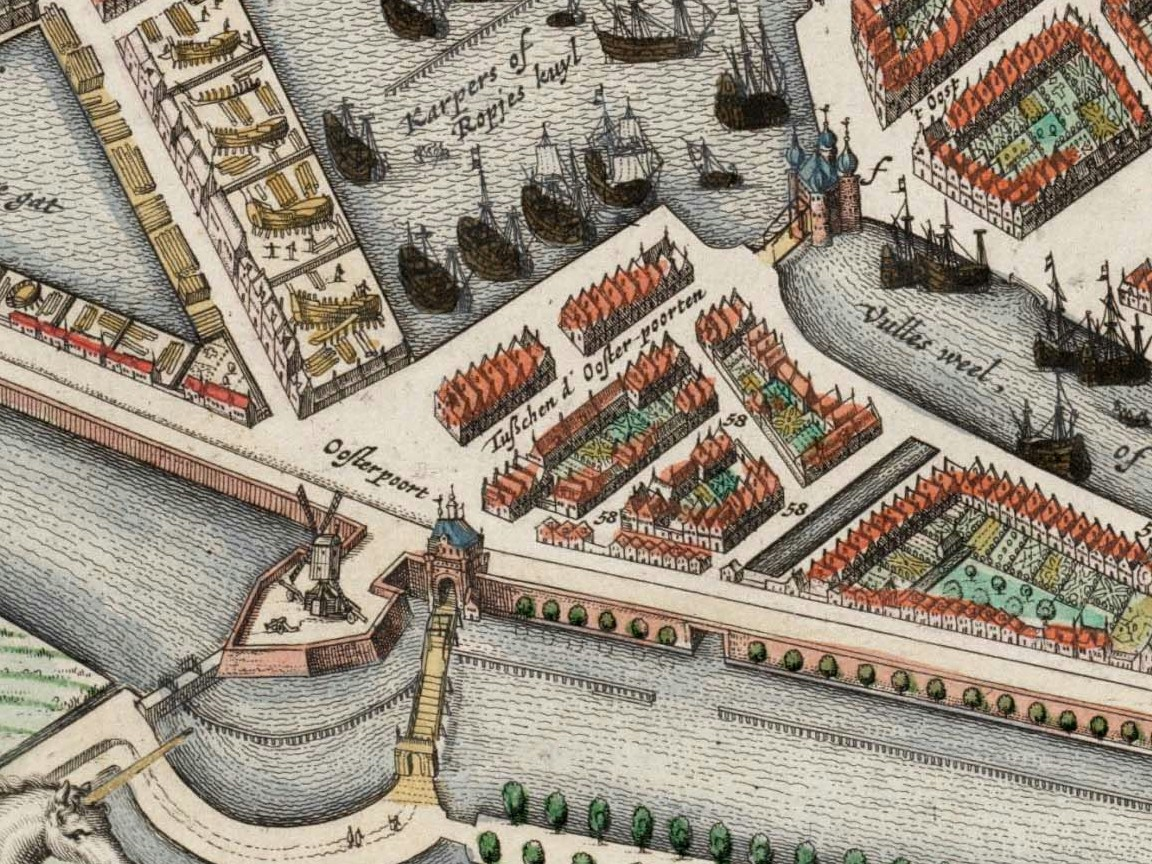
Beide Oosterpoorten, op een kaart van J.Blaeu uit 1649

De poort werd in 1578 gebouwd naar ontwerp van Joost Jansz. Bilhamer. Het betrof toen eigenlijk een poort in de aarden omwalling van de stad. De doorgang werd licht gebogen gebouwd, mogelijk om het moeilijker te maken om van buitenaf met een kanon de stad in te schieten. Bilhamer ontwierp de poort aan de stadszijde van baksteen met afwisselende lagen natuursteen en aan de landzijde geheel van natuursteen. De doorgang wordt aan beide zijdes door Toscaanse pilasters geflankeerd. Aan de landzijde zijn er naast de pilasters ook nog gebeeldhouwde kanonslopen geplaatst. In 1601 werd bovenop het gewelf van de poort een woonhuis voor de poortwachter gebouwd. De poort ligt aan de, in 1577 gegraven, voormalige verdedigingsgracht "Draafsingel" (meer specifiek het stuk genaamd "Oosterpoortsgracht"). Deze gracht werd gegraven om een nieuw deel van de stad Hoorn te beschermen. De houten brug die naar de poort leidde werd in 1763 vervangen door de huidige gemetselde boogbrug. De brug bestaat uit zeven bogen met smeedijzeren hekken.
De poort verving de eerste Oosterpoort, die op kaarten uit 1426 en 1615 (van Velius) aanwezig is, en ongeveer 500 meter dichter bij de binnenstad stond, en in 1818 werd afgebroken. Deze poort is afgebeeld op de gevel van het middelste van de drie Bossuhuizen. Deze eerste Oosterpoort werd in de gotiek gebouwd, de nieuwe Oosterpoort werd juist in de stijl van de renaissance ontworpen. De poort werd, net als de toen nog drie andere bestaande poorten, in 1871 met sloop bedreigd. De enige reden dat de poort het heeft gered is dat de bewoner van het poortershuisje op de poort niet snel genoeg een nieuwe woning kon vinden. Gemeenteraadslid mr. Dirk van Akerlaken stelde 500 gulden van zijn eigen geld ter beschikking voor renovatie. In 1873 hield de rijksoverheid sloop tegen, door 75% van de renovatiekosten te willen subsidiëren. A.C. Bleijs kreeg de opdracht voor renovatie en Pierre Cuypers zou als rijksadviseur betrokken worden door de tekeningen, begrotingen en dergelijke te controleren. Bleijs diende twee ontwerpen in: een met een traptoren en een met een open trap. De raad besliste om de woning niet te renoveren, waardoor beide ontwerpen niet langer nodig waren. In 1912 werd het geheel alsnog gerenoveerd, waarbij ook de traptoren naar ontwerp van Bleijs gebouwd werd. 
Tot in de jaren 50 van de twintigste eeuw was het, voor alle verkeer van en naar Enkhuizen, de enige toegang aan de oostkant van de stad. Na de aanleg van de Willemsweg in 1957 is de poort afgesloten voor motorvoertuigen. De poort en brug zijn nog wel toegankelijk voor fietsers en voetgangers. De poort is, sinds 2003, eigendom van Vereniging Hendrick de Keyser, de brug is nog altijd eigendom van de gemeente Hoorn.

## Andere vestingwerken in Hoorn
Andere poorten in Hoorn waren onder andere de Westerpoort en Koepoort. Ook de Waterpoortbrug kan gezien worden als voormalige stadspoort, de brug fungeerde namelijk tevens als waterpoort en sloot de singelgracht af van de binnenwateren in de stad. Deze brug is de enige andere poort in de stad Hoorn die nog bestaat. Van alle verdedigingswerken resteren nog wel de Hoofdtoren bij het Houten Hoofd, de Maria- of Kruittoren en de Draafsingel waar de Mariatoren en de Oosterpoort beide in staan.
De Oosterpoort is ingeschreven in het rijksmonumentenregister onder nummer 22458, de brug onder nummer 22605. 